# Natation aux Jeux méditerranéens de 2009
Les épreuves de natation sportive des Jeux méditerranéens 2009 se déroulent du 27 juin au 1er juillet 2009 à Pescara en Italie. Trente-huit épreuves, dix-neuf pour les hommes et pour les femmes, sont organisées dans la Piscine Le Naiadi rénovée pour l'occasion. Chaque délégation peut aligner deux représentants dans chaque épreuve individuelle et un relais dans les épreuves par équipe.
Disputée quelques semaines avant les Championnats du monde 2009, cette compétition est le théâtre de deux records du monde : celui de l'Italienne Federica Pellegrini sur 400 m nage libre et celui de l'Espagnol Aschwin Wildeboer sur 100 m dos. Mais comme depuis le début de l'année 2008, la polémique sur l'utilisation des combinaisons de natation est vive. De même, la quasi-totalité des records chronométriques des Jeux sont battus lors de cette édition.
Avec cinq médailles d'or, le Tunisien Oussama Mellouli est le nageur le plus médaillé de ces Jeux méditerranéens.

## Résultats

### Hommes
| Épreuves               | Or | Argent                                                                                               | Bronze                                                                                              |
| Nage libre             | Nage libre | Nage libre                                                                                           | Nage libre                                                                                          |
| ---------------------- | --- | --- | --------------------------------------------------------------------------------------------------- |
| 50 m                   | Frédérick Bousquet France 21,17 s – RC                                                                                | Alain Bernard France 21,62 s                                                                         | Federico Bocchia Italie 22,05 s                                                                     |
| 100 m                  | Alain Bernard France 47,83 s – RC                                                                                     | Filippo Magnini Italie 48,27 s                                                                       | Nabil Kebbab Algérie 48,89 s                                                                        |
| 200 m                  | Oussama Mellouli Tunisie 1 min 46,44 s – RC                                                                           | Ahmed Mathlouthi Tunisie 1 min 47,00 s                                                               | Marco Belotti Italie 1 min 47,29 s                                                                  |
| 400 m                  | Oussama Mellouli Tunisie 3 min 42,71 s – RC                                                                           | Samuel Pizzetti Italie 3 min 48,37 s                                                                 | Ahmed Mathlouthi Tunisie 3 min 49,65 s                                                              |
| 1 500 m                | Oussama Mellouli Tunisie 14 min 38,01 s – RC                                                                          | Federico Colbertaldo Italie 15 min 4,23 s                                                            | Marcos Rivera Miranda Espagne 15 min 11,60 s                                                        |
| Dos                    | | | |
| 50 m                   | Aschwin Wildeboer Faber Espagne 24,73 s – RC                                                                          | Camille Lacourt France 25,03 s                                                                       | Jérémy Stravius France 25,04 s                                                                      |
| 100 m                  | Aschwin Wildeboer Faber Espagne 52,87 s – RC                                                                          | Aristeidis Grigoriadis Grèce 54 s                                                                    | Mirco Di Tora Italie 54,45 s                                                                        |
| 200 m                  | Aschwin Wildeboer Faber Espagne 1 min 54,96 s – RC                                                                    | Sebastiano Ranfagni Italie 1 min 58,59 s                                                             | Damiano Lestingi Italie 1 min 59,96 s                                                               |
| Brasse                 | | | |
| 50 m                   | Alessandro Terrin Italie 27,22 s – RC                                                                                 | Emil Tahirovic Slovénie 27,27 s                                                                      | Caba Siladji Serbie 27,34 s                                                                         |
| 100 m                  | Melquiades Alvarez Espagne 1 min 0,45 s – RC                                                                          | Caba Siladji Serbie 1 min 0,68 s                                                                     | Luca Pizzini Italie 1 min 1,26 s                                                                    |
| 200 m                  | Melquiades Alvarez Espagne 2 min 9,69 s – RC                                                                          | Edoardo Giorgetti Italie 2 min 10,11 s                                                               | Romanós Alyfantís Grèce 2 min 11,54 s                                                               |
| Papillon               | | | |
| 50 m                   | Mario Todorovic Croatie 23,61 s – RC                                                                                  | Ivan Lendjer Serbie 23,65 s                                                                          | Mattia Nalesso Italie 23,81 s                                                                       |
| 100 m                  | Ivan Lendjer Serbie 51,79 s – RC                                                                                      | Clément Lefert France 51,93 s                                                                        | Peter Mankoc Slovénie 52,06 s                                                                       |
| 200 m                  | Thomas Vilaceca France 1 min 57,77 s                                                                                  | Francesco Vespe Italie 1 min 57,78 s                                                                 | Niccolo Beni Italie 1 min 57,92 s                                                                   |
| Quatre nages           | | | |
| 200 m                  | Oussama Mellouli Tunisie 1 min 58,38 s – RC                                                                           | Romanós Alyfantís Grèce 1 min 59,89 s                                                                | Alessio Boggiatto Italie 2 min 01,13 s                                                              |
| 400 m                  | Oussama Mellouli Tunisie 4 min 10,53 s – RC                                                                           | Luca Marin Italie 4 min 13,58 s                                                                      | Luca Angelo Dioli Italie 4 min 15,13 s                                                              |
| Relais                 | | | |
| 4 × 100 m nage libre   | France Frédérick Bousquet William Meynard Amaury Leveaux Alain Bernard 3 min 12,03 s – RC                             | Italie Alessandro Calvi Marco Orsi Gianluca Maglia Christian Galenda 3 min 13,78 s                   | Grèce Ioannis Kalargaris Andreas Zisimos Apostolos Tsagkarakis Aristeidis Grigoriadis 3 min 19,17 s |
| 4 × 200 m nage libre   | Italie Emiliano Brembilla Marco Belotti Gianluca Maglia Filippo Magnini 7 min 9,44 s – RC                             | France Jérémy Stravius Kevin Trannoy Sébastien Bodet Guillaume Strohmeyer 7 min 13,27 s              | Grèce Andreas Zisimos Georgios Demetis Christos Moutsos Ioannis Giannoulis 7 min 16,39 s            |
| 4 × 100 m quatre nages | Espagne Aschwin Wildeboer Faber – RM – RC Melquiades Alvarez Alex Villaecija Garcia Jose A. Alonso 3 min 34,22 s — RC | Grèce Aristeidis Grigoriadis Romanós Alyfantís Stefanos Dimitriadis Ioannis Kalargaris 3 min 34,71 s | Italie Enrico Catalano Fabio Scozzoli Rudy Goldin Andrea Rolla 3 min 35,55 s                        |

### Femmes
| Épreuves               | Or                                                                                          | Argent | Bronze |
| Nage libre             | Nage libre                                                                                  | Nage libre                                                                                                  | Nage libre |
| ---------------------- | ------------------------------------------------------------------------------------------- | --- | --- |
| 50 m                   | Malia Metella France 24,88 s – RC                                                           | Cristina Chiuso Italie & Gigliola Tecchio Italie 25,56 s                                                    | |
| 100 m                  | Miroslava Najadanovski Serbie 55,09 s                                                       | Theodóra Drákou Grèce 55,65 s                                                                               | Maria Fuster Martinez Espagne 55,80 s                                                                                 |
| 200 m                  | Patricia Castro Ortega Espagne 1 min 58,91 s – RC                                           | Ophélie-Cyrielle Étienne France 1 min 59,11 s                                                               | Alice Carpanese Italie 2 min 0,67 s                                                                                   |
| 400 m                  | Federica Pellegrini Italie 4 min 0,41 s – RM – RC                                           | Coralie Balmy France 4 min 5,37 s                                                                           | Erika Villaécija García Espagne 4 min 8,85 s                                                                          |
| 800 m                  | Alessia Filippi Italie 8 min 20,78 s – RC                                                   | Nina Cesar Slovénie 8 min 31,26 s                                                                           | Ophélie-Cyrielle Étienne France 8 min 32,38 s                                                                         |
| Dos                    |                                                                                             | | |
| 50 m                   | Elena Gemo Italie 28,60 s – RC                                                              | Mercedes Peris Minguet Espagne 28,64 s                                                                      | Sanja Jovanovic Croatie 28,65 s                                                                                       |
| 100 m                  | Alexianne Castel France 1 min 2,13 s – RC                                                   | Duane Da Rocha Espagne 1 min 2,30 s                                                                         | Aspasia Petradaki Grèce 1 min 2,48 s                                                                                  |
| 200 m                  | Alessia Filippi Italie 2 min 8,03 s – RC                                                    | Duane Da Rocha Espagne 2 min 11,73 s                                                                        | Alexianne Castel France 2 min 12,43 s                                                                                 |
| Brasse                 |                                                                                             | | |
| 50 m                   | Anastasia Chrystoforou Grèce 31,12 s – RC                                                   | Concepcion Badillo Diaz Espagne 31,14 s                                                                     | Roberta Panara Italie 31,19 s                                                                                         |
| 100 m                  | Roberta Panara Italie 1 min 8,47 s – RC                                                     | Angeliki Exarchou Grèce 1 min 8,99 s                                                                        | Giulia Fabbri Italie 1 min 9,14 s                                                                                     |
| 200 m                  | Coralie Dobral France 2 min 26,41 s – RC                                                    | Chiara Boggiatto Italie 2 min 26,84 s                                                                       | Angeliki Exarchou Grèce 2 min 29,05 s                                                                                 |
| Papillon               |                                                                                             | | |
| 50 m                   | Mélanie Henique France 26,37 s – RC                                                         | Cristina Maccagnola Italie 26,65 s                                                                          | Angela San Juan Cisneros Espagne 26,80 s                                                                              |
| 100 m                  | Francesca Segat Italie 59,13 s – RC                                                         | Diane Bui Duyet France 59,24 s                                                                              | Angela San Juan Cisneros Espagne 59,60 s                                                                              |
| 200 m                  | Caterina Giacchetti Italie 2 min 06,89 s – RC                                               | Mireia Belmonte García Espagne 2 min 06,90 s                                                                | Paola Cavallino Italie 2 min 10,19 s                                                                                  |
| Quatre nages           |                                                                                             | | |
| 200 m                  | Camille Muffat France 2 min 10,36 s – RC                                                    | Mireia Belmonte García Espagne 2 min 13,07 s                                                                | Anja Klinar Slovénie 2 min 14,24 s                                                                                    |
| 400 m                  | Anja Klinar Slovénie 4 min 39,48 s – RC                                                     | Francesca Segat Italie 4 min 42,27 s                                                                        | Lara Grangeon France 4 min 43,54 s                                                                                    |
| Relais                 |                                                                                             | | |
| 4 × 100 m nage libre   | Italie Erica Buratto Laura Letrari Giorgia Mancin Federica Pellegrini 3 min 40,63 s – RC    | France Malia Metella Aurore Mongel Hanna Shcherba-Lorgeril Ophélie-Cyrielle Étienne 3 min 41,65 s           | Espagne Laura Fernandez Rodriguez Patricia Castro Ortega Maria Fuster Martinez Angela San Juan Cisneros 3 min 43,48 s |
| 4 × 200 m nage libre   | Italie Flavia Zoccari Erica Buratto Alice Carpanese Alessia Filippi 7 min 56,69 s – RC      | France Lara Grangeon Margaux Fabre Ophélie-Cyrielle Étienne Sophie Huber 8 min 5,78 s                       | Espagne Patricia Castro Ortega Arantxa Ramos Plasencia Laura Fernandez Rodriguez Erika Villaécija García 8 min 6,21 s |
| 4 × 100 m quatre nages | Italie Valentina De Nardi Roberta Panara Caterina Giacchetti Livia Travaglini 4 min 04,57 s | Espagne Duane Da Rocha Concepcion Badillo Diaz Angela San Juan Cisneros Maria Fuster Martinez 4 min 04,88 s | Grèce Aspasia Petradaki Angeliki Exarchou Panagiota Tsialta Theodóra Drákou 4 min 06,38 s                             |

## Tableau des médailles
Le tableau des médailles est dominé par le pays hôte, l'Italie, qui remporte 39 médailles dont 12 en or.
| Rang  | Nation   | Or | Argent | Bronze | Total |
| ----- | -------- | -- | ------ | ------ | ----- |
| 1     | Italie   | 12 | 13     | 14     | 39    |
| 2     | France   | 10 | 9      | 5      | 24    |
| 3     | Espagne  | 8  | 9      | 8      | 25    |
| 4     | Tunisie  | 5  | 1      | 1      | 7     |
| 5     | Serbie   | 2  | 2      | 1      | 5     |
| 6     | Slovénie | 1  | 2      | 2      | 5     |
| 7     | Croatie  | 1  | 0      | 1      | 2     |
| 8     | Chypre   | 1  | 0      | 0      | 1     |
| 9     | Grèce    | 0  | 5      | 6      | 11    |
| 10    | Algérie  | 0  | 0      | 1      | 1     |
| Total | Total    | 40 | 41     | 39     | 120   |